# Con calma
«Con calma» es una canción del cantante y compositor puertorriqueño Daddy Yankee en colaboración con el rapero canadiense Snow, y en un remix, con la cantante Katy Perry. El sencillo fue lanzado el 23 de enero de 2019 a través de El Cartel Records junto a un video musical dirigido por Marlon Peña, filmado en Los Ángeles y Toronto. La canción es un remake del sencillo «Informer» de Snow, lanzado en 1992. La canción fue escrita por Yankee, Snow, y Juan "Gaby Music" Rivera, y producida por el dúo de producción estadounidense Play-N-Skillz y coproducida por David "Scott Summers" Macias.
La canción es descrita como un reguetón uptempo y dancehall con toques de pop latino. Comercialmente, la canción llegó a la cima en listas de 15 países e ingresó en el top 10 de otros 11. En Estados Unidos la canción se posicionó en el número 21 del Billboard Hot 100—convirtiéndose en la primera entrada de Snow en la lista después de 25 años—e ingresó en el número 2 de la lista Hot Latin Songs.
Una versión remix junto a la cantante estadounidense Katy Perry fue lanzada el 19 de abril de 2019.

## Antecedentes y lanzamiento
«Con calma» fue escrita por Yankee, Snow, y Juan "Gaby Music" Rivera, y fue producida por el dúo estadounidense Play-N-Skillz y coproducida por David "Scott Summers" Macias. Previamente, Yankee y Play-N-Skillz trabajaron anteriormente en sencillos como «Not a Crime» (2016) y «Azukita» (2018), junto a "Gaby Music" Yankee coescribió la canción ganadora del premio Latin Grammy, «Dura» (2018), al igual que sirvió como ingeniero de grabación en 2017 en la canción «Despacito», la cual convirtió a Yankee y Luis Fonsi en ganadores del premio Latin Grammy por "Grabación del año".

## Lista de canciones
- Descarga digital

| N.º | Título                   | Duración |  |
| 1.  | «Con calma» (feat. Snow) | 3:12     |  |

- Descarga digital — Remix

| N.º | Título                                  | Duración |  |
| 1.  | «Con calma» (con Katy Perry feat. Snow) | 3:01     |  |

## Vídeo musical
El vídeo musical de la canción, dirigido por Marlon Peña, fue publicado en el canal de YouTube de Yankee, el mismo día de estreno de la canción, 24 de enero de 2019. Fue filmado en Los Ángeles y Toronto. En el video aparece un Animoji de Yankee que baila al ritmo de la canción junto a varios bailarines que montan una coreografía, al igual que cuenta con apariciones del cantante y del rapero Snow. Con cerca de 1,7 mil millones de visitas fue el video más visto en Youtube en 2019.

## Presentaciones en vivo
Yankee presentó la canción en vivo por primera vez en la ceremonia número 31 de los Premios Lo Nuestro el 21 de febrero de 2019 en Miami. Él también realizó el primer acto hispano en una presentación del programa estadounidense The Late Late Show with James Corden el 20 de marzo de 2019.

## Remix con Katy Perry
«Con calma (Remix)» con la cantante estadounidense Katy Perry, es el remix oficial de la canción «Con calma». Fue lanzado el 19 de abril de 2019 por El Cartel Records y Capitol Records.

### Antecedentes y lanzamiento
El 12 de abril de 2019, luego de tres meses de lanzamiento de la versión original, la revista Hits posteó un rumor acerca de que Capitol Records trabajaba en un remix con versos en inglés interpretados por Perry. Cinco días después, Yankee posteó un video en Instagram de él escuchando las líneas de Perry para la canción y habló con sus fans sobre cuando sería publicado.
La versión remix fue escrita también por Yankee, Snow, Juan «Gaby Music» Rivera, y Perry, y producida por Play-N-Skillz y Yankee, y coproducida por David «Scott Summers» Macias. Edmond Daryll Leary, Michael Grier, Shawn Leigh Moltke, y Terri Moltke recibieron créditos de composición por su trabajo en la canción «Informer» de Snow.

## Créditos y personal
Créditos adaptados para Tidal.
- Play-N-Skillz – productores
- Juan Rivera «Gaby Music» – compositor
- Snow – compositor, vocales
- David Macias «Scott Summers» – coproductor
- Daddy Yankee – compositor, vocales
- Katy Perry – compositor, vocales (remix)

## Posicionamiento en listas
| Lista (2019)                               | Mejor posición |
| ------------------------------------------ | -------------- |
| Alemania (Media Control AG)                | 6              |
| Argentina Hot 100 (Billboard)              | 1              |
| Argentina Airplay (Monitor Latino)         | 2              |
| Austria (Ö3 Austria Top 40)                | 13             |
| Bélgica (Flandes) (Ultratop 50)            | 6              |
| Bélgica (Valonia) (Ultratop 50)            | 2              |
| Bolivia (Monitor Latino)                   | 1              |
| Canadá (Canadian Hot 100)                  | 20             |
| Chile (Monitor Latino)                     | 1              |
| Colombia (National-Report)                 | 1              |
| Colombia Airplay (Monitor Latino)          | 1              |
| Costa Rica (Monitor Latino)                | 1              |
| Ecuador (Monitor Latino)                   | 1              |
| El Salvador (Monitor Latino)               | 2              |
| Eslovaquia (Singles Digitál Top 100)       | 22             |
| Eslovaquia Digital                         | 12             |
| Eslovenia (SloTop50)                       | 4              |
| España (PROMUSICAE)                        | 1              |
| Estados Unidos (Billboard Hot 100)         | 22             |
| Estados Unidos (Hot Latin Songs)           | 1              |
| Estados Unidos (Hot Rap Songs)             | 19             |
| Finlandia (OFC)                            | 19             |
| Francia (SNEP)                             | 15             |
| Grecia International Singles (IFPI Grecia) | 10             |
| Guatemala (Monitor Latino)                 | 1              |
| Honduras (Monitor Latino)                  | 1              |
| Hungría (Dance Top 40)                     | 22             |
| Hungría (Single Top 40)                    | 23             |
| Hungría (Stream Top 40)                    | 20             |
| Irlanda (IRMA)                             | 43             |
| Israel International (Media Forest)        | 1              |
| Italia (FIMI)                              | 1              |
| México Airplay (Billboard)                 | 1              |
| México Streaming (AMPROFON)                | 1              |
| Nueva Zelanda Hot Singles (RMNZ)           | 33             |
| Nicaragua (Monitor Latino)                 | 1              |
| Países Bajos (Dutch Top 40)                | 1              |
| Países Bajos (Mega Single Top 100)         | 4              |
| Panamá (Monitor Latino)                    | 1              |
| Paraguay (Monitor Latino)                  | 1              |
| Perú (Monitor Latino)                      | 1              |
| Polonia (Polish Airplay Top 100)           | 3              |
| Portugal (AFP)                             | 7              |
| Puerto Rico (Monitor Latino)               | 1              |
| Reino Unido (UK Singles Chart)             | 66             |
| República Checa (Rádio Top 100)            | 28             |
| República Dominicana (Monitor Latino)      | 4              |
| Rumania (Airplay 100)                      | 6              |
| Suecia (Sverigetopplistan)                 | 22             |
| Suiza (Schweizer Hitparade)                | 2              |
| Uruguay (Monitor Latino)                   | 1              |
| Venezuela (Monitor Latino)                 | 1              |

### Remix
| Lista (2019)                       | Mejor posición |
| ---------------------------------- | -------------- |
| Estados Unidos (Mainstream Top 40) | 37             |
| Nueva Zelanda Hot Singles (RMNZ)   | 40             |

## Certificaciones
| País   | Organismo certificador | Certificación | Ventas certificadas | Ref.   |
| ------ | ---------------------- | ------------- | ------------------- | ------ |
| Canadá | Music Canada           | Oro           | 40 000              | [ 54 ] |
| España | PROMUSICAE             | 2× Platino    | 80 000              | [ 55 ] |
| Italia | FIMI                   | Platino       | 50 000              | [ 56 ] |
| México | AMPROFON               | 11x Diamante  | 3 300 000           | [ 57 ] |

## Historial de lanzamiento
| Región              | Fecha               | Formato                     | Versión                            | Discográfica           | Ref.   |
| ------------------- | ------------------- | --------------------------- | ---------------------------------- | ---------------------- | ------ |
|                     | 24 de enero de 2019 | Descarga digital, Streaming | Original                           | El Cartel Records      | [ 58 ] |
| 19 de abril de 2019 | Remix               | Descarga digital, Streaming | El Cartel Records, Capitol Records | [ 59 ]                 |        |
| Estados Unidos      | Remix               | 23 de abril de 2019         | El Cartel Records, Capitol Records | Contemporary hit radio | [ 60 ] |